# Monopera micrantha
Monopera micrantha là một loài thực vật có hoa trong họ Mã đề. Loài này được George Bentham mô tả khoa học đầu tiên năm 1846 dưới danh pháp Angelonia micrantha. Năm 1983 Kerry A. Barringer chuyển nó sang chi Monopera.

## Phân bố
Loài này có tại đông bắc Brasil.